# Sławomir Miedziński
Sławomir Miedziński (ur. 14 stycznia 1966) – polski bokser amatorski, dwukrotny złoty medalista mistrzostw Polski (1988, 1989) w kategorii muszej. Podczas swojej kariery amatorskiej reprezentował barwy klubu Gwardia Warszawa.

## Kariera amatorska
Pierwszy swoje medale w boksie amatorskim zdobywał jeszcze za czasów juniorskich. W 1984 roku został wicemistrzem Polski do lat 19 w kategorii papierowej. W finale tej imprezy przegrał na punkty z Januszem Froehlichem. W tym samym roku rywalizował też na mistrzostwach Europy juniorów w Tampere, jednak odpadł z turnieju w swojej pierwszej walce, przegrywając z Lernik Papianem.
W 1985 roku został mistrzem Polski do lat 19 w kategorii papierowej, pokonując w finale Bogdana Jendrysika. W tym samym roku po raz pierwszy brał udział na mistrzostwach Polski seniorów, które odbywały się we Wrocławiu. Miedziński wyeliminował z turnieju Zbigniewa Ciotę, którego pokonał w ćwierćfinale zawodów. Odpadł z turnieju po półfinałowej porażce z Januszem Szampem, zdobywając brązowy medal w kategorii papierowej.
W roku 1986 oraz 1987 był wicemistrzem Polski w kategorii muszej. W finale przegrywał kolejno ze Zbigniewem Raubo (1986) oraz Juliuszem Sobczakiem (1987).
Pierwsze mistrzostwo Polski zdobył w roku 1988, gdzie pokonał Juliusza Sobczaka oraz Krzysztofa Wróblewskiego. Tytuł mistrza Polski w wadze muszej obronił w 1989 roku, pokonując w finale Krzysztofa Wróblewskiego.

### Inne rezultaty
- Chemiepokal, Halle, 1987 - ćwierćfinał[10]
- Turniej o Złoty Pas Polusa, Gniezno, 1984 - II miejsce[11]
- Turniej im. Feliksa Stamma, Warszawa, 1986 - ćwierćfinał[12]
- Turniej im. Feliksa Stamma, Warszawa, 1987 - III miejsce[13]